# Awad al-Bandar
Awad Hamad al-Bandar as-Saʿdun (arabisch عواد حمد البندر السعدون, DMG ʿAwād Ḥamad al-Bandar as-Saʿdūn; * 2. Januar 1945 in Sadun; † 15. Januar 2007 in al-Kazimiyya bei Bagdad) war ein irakischer Richter.

## Biographie
1967 schloss er sein Jura-Studium ab und trat der Baath-Partei bei, die ein Jahr später zur alleinherrschenden Partei im Irak wurde. Im Jahre 1983 wurde er zum Vorsitzenden des irakischen Revolutionsgerichtes, dieses Amt behielt er bis zur Auflösung der Revolutionsgerichte 1991.
Awad al-Bandar wurde dafür verurteilt, am Massaker von Dudschail von 1982, bei dem 148 Schiiten getötet wurden, teilgenommen zu haben. 1984 hatte er als Vorsitzender Richter alle Angeklagten zum Tode verurteilt. Er sollte ursprünglich am 7. Januar 2007 hingerichtet werden. Das Todesurteil wurde schließlich am 15. Januar 2007 vollstreckt.

## Belege
1. ↑  Halbbruder Saddams und Ex-Richter warten auf Hinrichtung
2. ↑  Saddams Mitangeklagte hingerichtet

| Personendaten    | Personendaten                                                                           |
| ---------------- | --------------------------------------------------------------------------------------- |
| NAME             | Awad al-Bandar                                                                          |
| ALTERNATIVNAMEN  | Awad Hamad al-Bandar as-Saʿdun (vollständiger Name); عوض حامد البندر السعدون (arabisch) |
| KURZBESCHREIBUNG | irakischer Richter                                                                      |
| GEBURTSDATUM     | 2. Januar 1945                                                                          |
| GEBURTSORT       | Sadun                                                                                   |
| STERBEDATUM      | 15. Januar 2007                                                                         |
| STERBEORT        | al-Kazimiyya bei Bagdad                                                                 |